# امیرعلی حاجی‌زاده
امیرعلی حاجی‌زاده (۹ اسفند ۱۳۴۰ – ۲۳ خرداد ۱۴۰۴) سرتیپ سپاه پاسداران انقلاب اسلامی بود که از سال ۱۳۸۸ تا زمان ترورش در حمله اسرائیل، به‌عنوان فرمانده نیروی هوافضای سپاه پاسداران انقلاب اسلامی فعالیت می‌کرد.
حاجی‌زاده در سال ۱۳۵۹ به عضویت سپاه پاسداران درآمد و در خلال جنگ ایران و عراق از اعضای این نهاد بود. وی فرماندهی عملیات شهید سلیمانی در ۸ ژانویه ۲۰۲۰ به پایگاه عین الاسد در استان الانبار عراق و عملیات حمله به پایگاه‌های داعش در شرق فرات در سوریه را برعهده داشت. او در جایگاه فرمانده نیروی هوافضای سپاه، در جریان سقوط پرواز ۷۵۲ هواپیمایی بین‌المللی اوکراین، پس از سه روز تحقیقات و بررسی‌های سپاه، مسئولیت ناشی از سقوط این هواپیما و کشته‌شدن ۱۷۶ مسافر آن را برعهده گرفت.

## زندگی
امیر حاجی‌زاده در ۹ اسفندِ ۱۳۴۰ در تهران زاده شد. پدر و مادرش اصالتاً اهل خرمدشت قزوین هستند. او فعالیت در سپاه پاسداران را از سال ۱۳۵۹ آغاز کرد و در طول جنگ ایران و عراق، از نیروهای تک‌تیرانداز سپاه بود و در اغلب عملیات‌های گسترده، همچون عملیات‌های کربلای ۴، کربلای ۵، والفجر مقدماتی و والفجر ۸ حضور داشت. پس از شکل‌گیری نیروی هوافضای سپاه پاسداران انقلاب اسلامی در مهرماه ۱۳۸۸ حاجی‌زاده به عنوان نخستین فرمانده این نیرو منصوب شد و تا پایان عمرش مسئولیت فرماندهی این نیرو را برعهده داشت. او ۳ فرزند دارد. دربارهٔ زندگی خصوصی‌اش چندان مایل به گفت‌وگو نبود. او پیش از انحلال نیروی هوایی سپاه پاسداران، برای مدت سه سال، و پس از غلامرضا یزدانی به‌عنوان فرمانده پدافند هوایی سپاه فعالیت کرد.

## فعالیت‌ها

### حمله به مرکز فرماندهی داعش
امیرعلی حاجی‌زاده فرماندهی عملیات حمله به پایگاه‌های داعش در شرق فرات در سوریه را برعهده داشت در بامداد دوشنبه نیروی هوافضای سپاه درپاسخ به حمله مسلحانه به مردم و نیروهای رژه رونده در مراسم رژه نیروهای مسلح در ۳۱ شهریور با استفاده از ۴ فروند موشک بالستیک ذوالفقار و ۲ موشک قیام و ۷ فروند پهپاد رزمی مواضع داعش را بمب باران کردند. به گفته خودش «حدود ۴۰ نفر از سران داعش ونیز فرمانده بخش موصل که یک عراقی بوده» در این عملیات کشته شدند.

### حمله به عین الاسد
وی فرماندهی عملیات شهید سلیمانی در ۸ ژانویه ۲۰۲۰ به پایگاه نظامیان آمریکایی عین الاسد در استان الانبار عراق را بر عهده داشت. او بعد از این عملیات گفت اگر آمریکایی‌ها پاسخ می‌دادند چهارصد موشک به پایگاه‌های آمریکا در منطقه شلیک می‌شد.

### سقوط هواپیمای اوکراینی
او به عنوان فرمانده نیروی هوا فضای سپاه پاسداران انقلاب اسلامی در نشست خبری شنبه ۲۱ دی ماه ۱۳۹۸ به تشریح جزئیاتی از حادثه پرداخت. در ابتدا او ابراز کرد که پس از شنیدن این حادثه «آرزوی مرگ» کرده و با اشاره به جریان بررسی پرونده در مراجع بالاتر و قوه قضائیه تصریح کرد که «گردن ما از مو باریک‌تر است و همه مسئولیت این حادثه را می‌پذیریم، هرگونه تصمیمی که مسئولان بگیرند ما مطیع اجرای آنیم.»
در توضیح این که چرا دیر اطلاع‌رسانی شده است وی ابراز کرد در زمان حادثه در غرب ایران بوده و با توجه به تقارن سقوط هواپیما و گزارش شلیک از پدافند، به صورت تلفنی اطلاع می‌دهد که به احتمال زیاد هواپیمای خودی مورد هدف واقع شده است و به سمت تهران حرکت می‌کند.
در تهران از طرف ستاد کل نیروهای مسلح یک گروه بررسی حادثه تشکیل می‌شود که ستاد مذکور «هم اعضای تیم تحقیق و هم عوامل دخیل در حادثه را قرنطینه» می‌کند و حاجی‌زاده می‌گوید ما اجازه انتشار خبری نداشتیم و در دفاع از نهادهایی که برخورد موشک را رد کرده‌اند وی افزود آن‌ها مقصر نیستند چرا که بر اساس اطلاعات خودشان اظهار نظر می‌کردند و تصریح کرد که «هیچ اشکالی به بخش هواپیمایی کشوری و سایر بخش‌های دولتی و کشوری وارد نیست و هر خطا و مشکلی که بوده در بخش نیروهای مسلح است.»
به گفته محسن اسدی لاری؛ استاد دانشگاه علوم پزشکی ایران که ۲ فرزند خود محمدحسین و زینب را در آن حادثه از دست داد، قرار مجرمیت از طرف دادستان نظامی تهران در پرونده قضایی هواپیما برای حاجی‌زاده صادر گردید، ولی از طرف مراجع بالاتر دستور منع تعقیب برای وی صادر شد. او معتقد است سپاه، هواپیمای اوکراینی را با برنامه‌ریزی قبلی سرنگون کرد تا سقوطش را بر گردن آمریکا انداخته و با این کار آمریکا را از پاسخ به حمله موشکی عین الاسد منصرف کند.اسدی لاری مدعی شد از سمت نظامی‌ها آقای شمخانی در مراسم ختم آمده بود… ما الان یکی از متهم‌های اصلی را خود ایشان می‌دانیم. آقای سلامی آمد. ایشان آمد و البته گفت خیلی مخفی باشد… ایشان با معاونش آمد و چقدر گریه و زاری و این‌ها که کاش من در آن هواپیما بودم و کاش من رفته بودم و… گفتم این‌ها کافی نیست که شما می‌گویید. دیدن بچه‌هایت که بروند مهم است. بله؛ ما هم همه آرزو داریم کاش خودمان برویم. می‌گفتند می‌دانید اگر این‌ها نبودند، چه جنگی می‌شد؟ گفت اگر که این اتفاق نمی‌افتاد، ۱۰ میلیون جمعیت کشته می‌شدند و این واقعه باعث شد که این جنگ رخ ندهد

### پرتاب ماهواره نور-۱

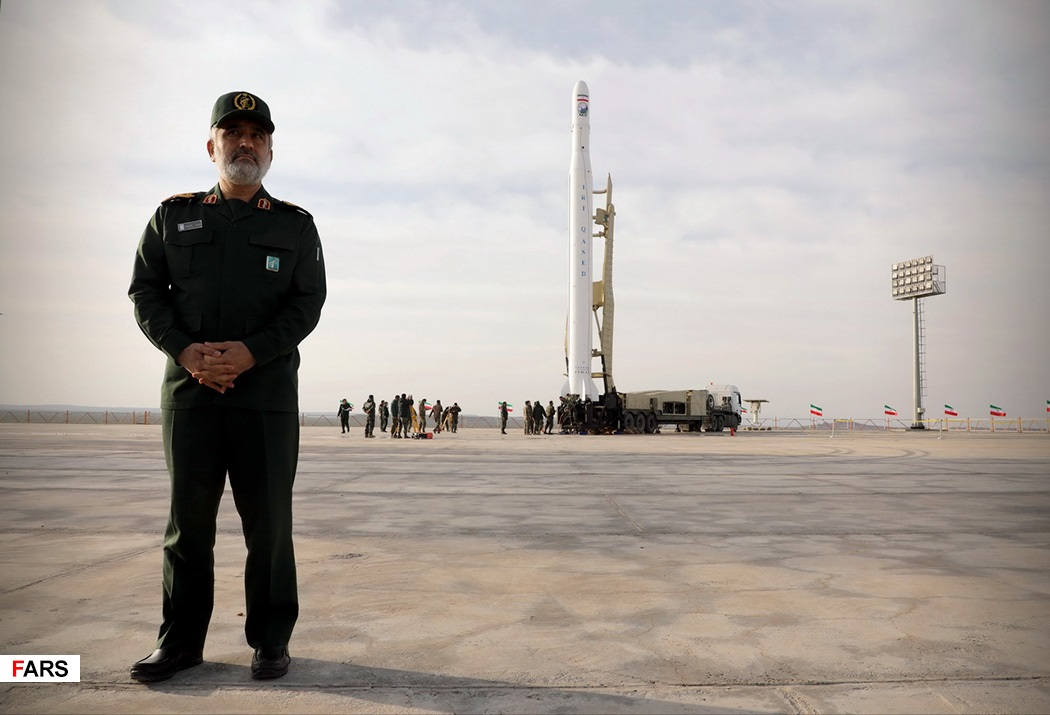
ماهواره‌بر ۳ مرحله‌ای قاصد

صبح روز چهارشنبه ۳ اردیبهشت ۱۳۹۹، ماهواره نور-۱ اولین ماهواره نظامی کشور، به وسیله ماهواره‌بر ۳ مرحله‌ای قاصد از کویر مرکزی ایران توسط نیروی هوافضای سپاه به فضا پرتاب و در مدار ۴۲۵ کیلومتری زمین قرار گرفت. امیرعلی حاجی‌زاده حضور در فضا را الزام می‌داند.

### حمله هوایی به اسرائیل

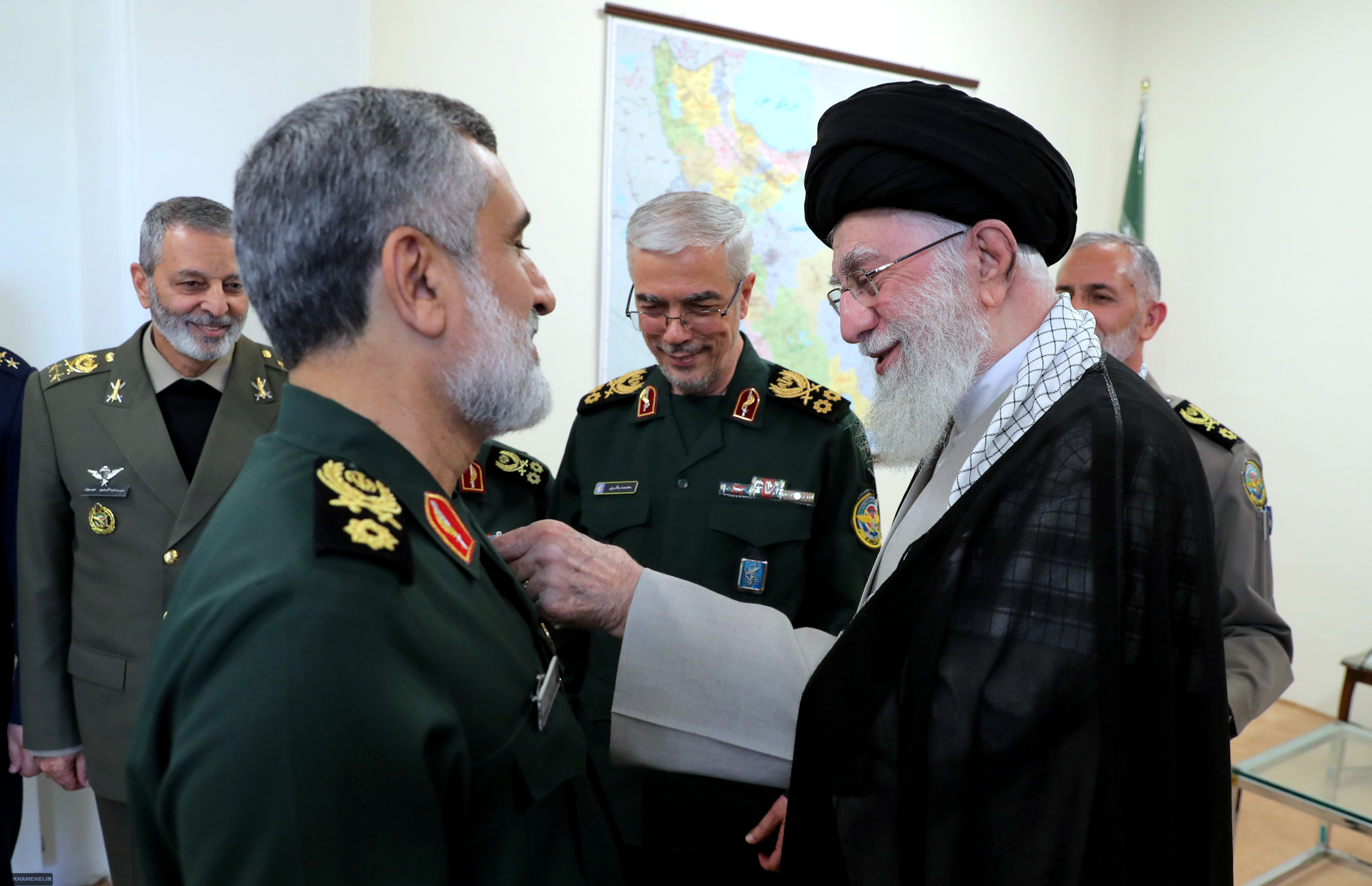
اعطای نشان فتح درجه یک به حاجی زاده ۱۵ مهر ۱۴۰۳

درپی حمله هوایی به کنسولگری ایران در دمشق، در آوریل ۲۰۲۴ نیروی هوافضای سپاه پاسداران با ۱۷۰ پهپاد، بیش‌از ۳۰ موشک کروز و بیش‌از ۱۲۰ موشک بالستیک پایگاه‌های نظامی اسرائیل در تل‌آویو هدف حمله قرار داد.
طبق ادعای اسرائیل ۹۹٪ موشک‌ها منهدم شدند و طبق ادعای ایران بیش‌از ۵۰٪ موشکها به اهداف خود اصابت کردند.
درپی حمله هوایی به مرکز فرماندهی حزب‌الله و ترور سید حسن نصرالله، دبیرکل حزب‌الله لبنان در بیروت، در اکتبر ۲۰۲۴، نیروی هوافضای سپاه پاسداران با بیش‌از ۲۰۰ موشک بالستیک به تل‌آویو و مقرهای نظامی اسرائیل ازجمله مقر موساد و پایگاه نواتیم حمله هوایی کرد.
حاجی‌زاده یکی‌از فرماندهان این دو عملیات هوایی بود. سید علی خامنه‌ای در ۱۵ مهر ۱۴۰۳ به پاس قدردانی از فرماندهی وی نشان فتح (درجهٔ ۱) را به او داد.

### نقش در توسعه موشکی
حاجی‌زاده به بخش هوافضای سپاه پاسداران انقلاب اسلامی منتقل شد، جایی که حسن تهرانی مقدم، معروف به «پدر برنامه موشکی ایران»، او را راهنمایی کرد و پرورش داد. حاجی‌زاده اولین واحد موشکی با نام «حدید» را سازماندهی کرد. حاجی‌زاده توسط رهبر ایران، علی خامنه‌ای، به سمت فرمانده نیروی هوافضای سپاه پاسداران انقلاب اسلامی ایران، ارتقای درجه یافت. حاجی‌زاده بر فرایندهای مربوط به موشک‌های بالستیک و هواپیماهای بدون سرنشین (پهپادها) نظارت داشت.

### عملیات‌های اصلی و رزمایش‌های نظامی
گفته می‌شود حاجی‌زاده، حملات موشکی به تلافی ترور قاسم سلیمانی و همچنین حملات پهپادی علیه اسرائیل و ایالات متحده را هدایت کرده است.
گفته شده حاجی‌زاده، در عملیاتی موسوم به «لیلة القدر» در سوریه، فرماندهی حملات موشکی علیه داعش را بر عهده داشته است. در سال ۱۳۹۴ (۲۰۱۵ میلادی)، حاجی‌زاده رهبری رزمایش‌های دریایی-هوایی بزرگی مانند رزمایش «پیامبر اعظم نهم» را بر عهده داشته است.

## ترور
امیرعلی حاجی‌زاده ۲۳ خرداد ۱۴۰۴ در حملات هوایی اسرائیل به ایران در جلسه فرماندهان نیروی هوافضا در یک مقر زیرزمینی متعلق به این نیرو ترور شد، به جز او دیگر فرماندهان ارشد هوا فضای سپاه حاضر در این جلسه همچون سرلشکر محمود باقری، سرتیپ داود شیخیان، سرتیپ محمدباقر طاهرپور، سرتیپ منصور صفرپور، سرتیپ خسرو حسنی، سرتیپ محمد آقاجعفری، سرتیپ دوم مرتضی طیب‌مسعود و سرتیپ دوم جواد جوسرا کشته شدند.
یک مقام امنیتی اسرائیلی دربارهٔ ترور آن‌ها گفت که با اجرای یک «فریب تاکتیکی»، چند مقام ارشد نظامی، از جمله امیرعلی حاجی‌زاده را در یک مقر زیرزمینی هدف حمله قرار داده‌اند، کانال ۱۲ تلویزیون اسرائیل نیز پس از این گزارش داد که مقامات ارشد سپاه برای آماده‌سازی حمله‌ای علیه اسرائیل در یک مقر زیرزمینی گرد هم آمده بودند و هواپیماهای جنگی اسرائیل پس از شناسایی، مکان موردنظر را هدف حمله قرار دادند.
یک مقام امنیتی اسرائیل پیشتر به شبکه آمریکایی فاکس نیوز گفته بود: «ما عملیاتی خاص انجام دادیم تا بیشتر دربارهٔ این افراد بدانیم و بر رفتارآنان تأثیر بگذاریم… ما می‌دانستیم کار برنامه‌ریزی برای حمله به اسرائیل باعث می‌شود آن‌ها جلسه برگزار کنند، اما مهم‌تر از آن، می‌دانستیم چطور این افراد را در آن محل نگه داریم».

## یادداشت
1. ↑  پس از ترور، به سرلشکر پاسدار ترفیع داده‌شد.